# Ilta (Vorname)
Ilta ist ein weiblicher Vorname, der in Deutschland nur selten vorkommt. Er trägt die Bedeutung „Abend“.
Der Name Ilta stammt aus dem finnischen Sprachgebrauch.

## Bekannte Namensträgerinnen
- Ilta-Maria Ainalinpää (1915–1991) war eine finnische Schriftstellerin
- Ilta Leiviskä (1907–1979), finnische Tanzkünstlerin, Choreografin und Musikpädagogin
- Ilta Elina Silva (* 1996), deutsch-finnische Singer-Songwriterin, die in der Öffentlichkeit unter ihrem Vornamen Ilta auftritt